# 1384
1384 (MCCCLXXXIV) a fost un an bisect al calendarului iulian, care a început într-o zi de duminică.

## Nașteri
- 11 august: Iolanda de Aragon, regină consort a Neapolelui, regentă a Aragonului, ducesă de Anjou, contesă de Provence (d. 1442)